# Elizabeth Walker Morris
Elizabeth Walker Morris, död 1826, var en amerikansk skådespelare. Hon var engagerad vid Old American Company mellan 1772 och 1792 och vid Chestnut Street Theatre i Philadelphia 1794-1810. 
Hon tillhörde de största stjärnorna vid teatersällskapet Old American Company, som från 1752 fram till 1790 hade monopol på teaterföreställningar i USA och turnerade runt kolonierna (senare delstaterna) och uppträdde i de olika teaterlokalerna. 
Teatersällskapet lämnade kolonierna under det amerikanska frihetskriget och uppträdde i Jamaica innan det återvände, varpå Elizabeth Walker Morris beskrivs som dess mest framträdande skådespelerska i det nygrundade USA. Hon beskrivs som en lång skönhet, var känd för sina höga klackar och starka integritet på fritiden och var särskilt uppskattad för sina roller inom "högre komedi". 
På 1790-talet upplöstes Old American Companys teatermonopol när ytterligare teatersällskap bildades och hon och hennes make Owen Morris bildade tillsammans med Thomas Wignell ett teatersällskap som uppträdde i Philadelphia. 